# Poveljstvo za podporo Slovenske vojske
Poveljstvo za podporo je enovito poveljstvo, ki nadzira vse vojaške logistične in zdravstvene enote, ki nudijo podporo bojnim enotam Slovenske vojske. Poveljstvo sodeluje tesno z Poveljstvom sil Slovenske vojske, ki mu nudi to podporo.

## Zgodovina
Poveljstvo je bilo ustanovljeno 1. julija 2003 in je prevzelo poveljstvo nad prištabnimi enotami Generalštaba Slovenske vojske.

## Vodstvo
Poveljniki
- polkovnik Franc Ošljak (1. julij 2003 - 9. januar 2004)
- polkovnik Anton Tunja (9. januar 2004 - 1. julij 2005 )
- polkovnik Milan Obreza (1. julij 2005[3] - 2008)
- polkovnik Andrej Osterman (2008 - 1. junij 2009[4])
- polkovnik Mihalj Bukovec (1. junij 2009[4] - 14. december 2010[5])
- polkovnik Vilibald Polšak (14. december 2010[6] - 2013)

Namestniki poveljnika
- podpolkovnik Danilo Jazbec (1. junij 2009[7] - ?)
- brigadir Milko Petek (? - 1. december 2010[8])
- brigadir Martin Jugovec (1. december 2010[8] - )

Enotovni podčastniki
- višji praporščak Igor Svečak (2007 - 2013)

## Organizacija
1. julij 2003
- poveljstvo
- 11. bataljon za zveze in elektronsko bojevanje Slovenske vojske
- 12. gardni bataljon Slovenske vojske
- Orkester Slovenske vojske
- 14. inženirski bataljon Slovenske vojske
- 18. bataljon za RKBO Slovenske vojske
- 157. logistična baza Slovenske vojske
- Tehnični zavod Slovenske vojske

1. januar 2005
- poveljstvo
- 157. logistični bataljon Slovenske vojske
- letalska baza Slovenske vojske
- 23. vojaško teritorialno poveljstvo Slovenske vojske
- 24. vojaško teritorialno poveljstvo Slovenske vojske
- 25. vojaško teritorialno poveljstvo Slovenske vojske
- 32. vojaško teritorialno poveljstvo Slovenske vojske
- 37. vojaško teritorialno poveljstvo Slovenske vojske
- 38. vojaško teritorialno poveljstvo Slovenske vojske
- VZE

Trenutna
- poveljstvo
- 157. logistični bataljon Slovenske vojske
- Vojaška zdravstvena enota Slovenske vojske
- 17 enot vojašnic
- Osrednje vadbišče Slovenske vojske Poček